# Laser Interferometer Space Antenna
Laser Interferometer Space Antenna (LISA) – planowany przez ESA eksperyment w przestrzeni kosmicznej, mający na celu obserwowanie fal grawitacyjnych.
LISA ma być gigantycznym interferometrem Michelsona utworzonym przez trzy sztuczne satelity umieszczone na orbicie okołosłonecznej, w formacji trójkąta równobocznego o długości boku wynoszącej około 2,5 miliona kilometrów. Odległości pomiędzy satelitami będą nieustannie precyzyjnie mierzone metodą interferometrii laserowej. Przejście fal grawitacyjnych, będących zaburzeniami geometrii czasoprzestrzeni, wywoływać będzie niewielkie zmiany tych odległości, rejestrowane przez układ pomiarowy.
3 grudnia 2015 wystrzelono pojedynczą testową sondę LISA Pathfinder, która zademonstrowała możliwość kontrolowania położenia satelity z wymaganą precyzją i przetestowała elementy aparatury.
W czerwcu 2017 roku LISA została wybrana do realizacji jako trzecia z kolei duża misja w ramach realizowanego przez ESA programu badań kosmicznych Cosmic Vision. Start misji jest planowany w 2037 roku.

## Pierwotna koncepcja – LISA
Pierwotnie projekt LISA miał być wspólnym przedsięwzięciem NASA i ESA. Misja uzyskała nawet wsparcie amerykańskiej National Research Council, ale NASA wycofała się z niej w 2011 z powodów finansowych. ESA miała dostarczyć same satelity wraz z napędem, czujniki położenia oraz część aparatury pomiarowej. NASA miała dostarczyć resztę aparatury naukowej, urządzenia telekomunikacyjne oraz miała umieścić satelity w przestrzeni kosmicznej. Start satelitów przewidywano najwcześniej na rok 2020, a początek programu naukowego po roku 2020. Okres działania eksperymentu obliczony był na 5 lat z możliwością przedłużenia do 10 lat.

## Cel naukowy

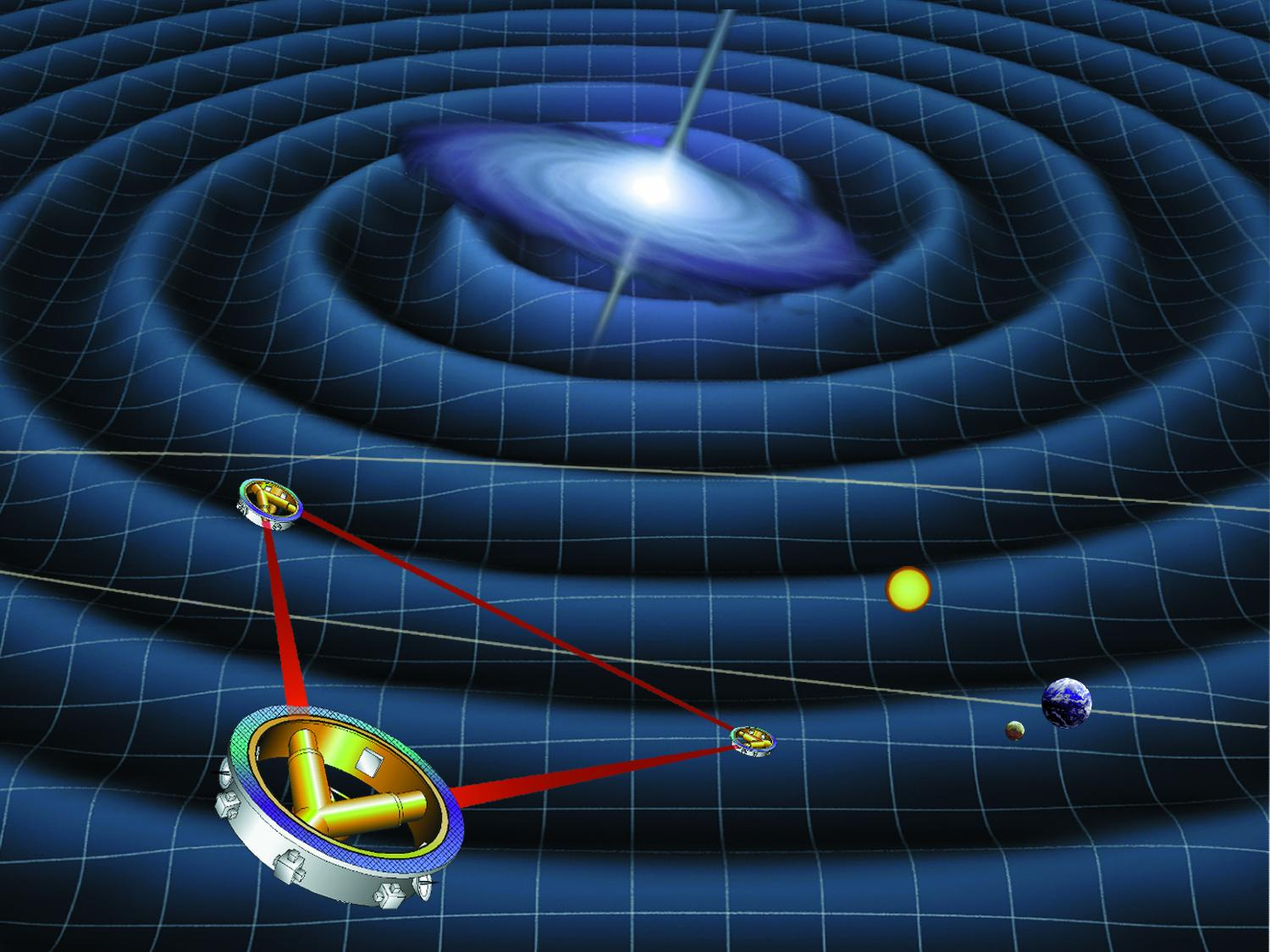
LISA ma obserwować fale grawitacyjne

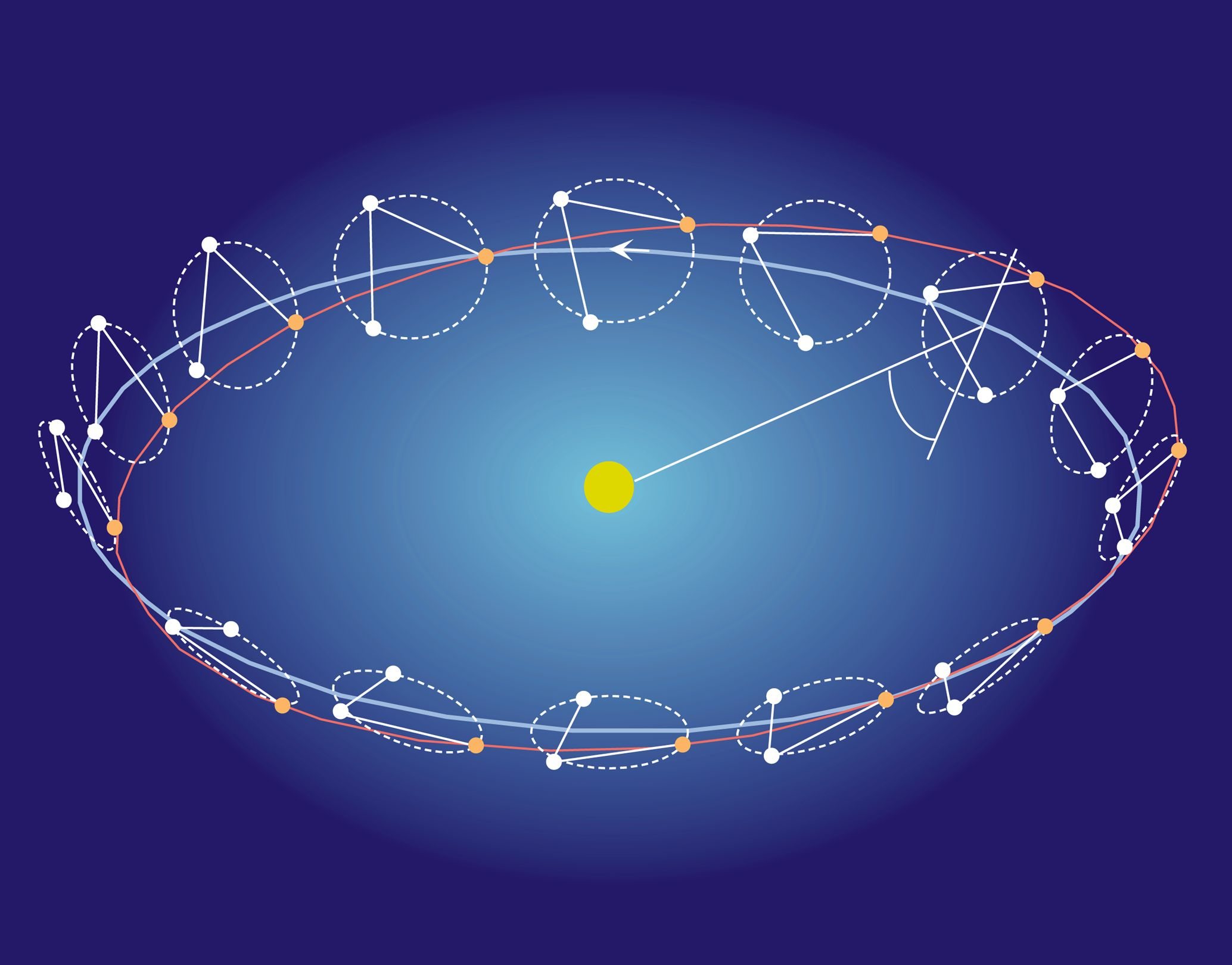
Orbity satelitów LISA dobrane są tak, by utrzymywać stałą odległość pomiędzy nimi przez cały okres obiegu, pomimo zmian ich wzajemnej orientacji

Celem projektu mają być obserwacje fal grawitacyjnych pochodzących z takich źródeł, jak:
- układy podwójne gwiazd neutronowych lub czarnych dziur,
- zjawiska o charakterze katastroficznym (kolaps masywnej gwiazdy, zlewanie się czarnych dziur),
- reliktowe promieniowanie grawitacyjne z okresu wczesnego Wszechświata (analogiczne do elektromagnetycznego tła mikrofalowego).

Zwłaszcza wykrycie i pomiary tego ostatniego rodzaju fal grawitacyjnych byłoby bardzo cenne, ponieważ umożliwiłoby wgląd w historię Wszechświata znacznie wcześniejszą, niż pozwala na to obserwacja tła mikrofalowego.

## Budowa
Klasyczny interferometr Michelsona składa się z dwóch prostopadłych ramion stykających się końcami. W miejscu ich zetknięcia znajduje się źródło światła, układ rozdzielający i część detekcyjna, w której doprowadza się do interferencji promieni światła odbitych od zwierciadeł umieszczonych na końcach ramion.
W eksperymencie LISA trzy satelity, wyznaczające ramiona interferometru, znajdują się w wierzchołkach trójkąta równobocznego, co oznacza, że ramiona interferometru stykają się pod kątem 60°. Wszystkie trzy satelity będą miały identyczną konstrukcję – każdy z nich będzie miał własne źródło światła i układ detekcyjny, a jednocześnie będzie służył jako zwierciadła dla dwóch pozostałych. Eksperyment będzie się więc składał praktycznie z trzech niezależnych interferometrów. Pozwoli to na wzajemną kontrolę ich działania, zwiększy czułość układu i pozwoli na pomiar polaryzacji fal grawitacyjnych.
Dla zredukowania wpływów grawitacyjnych Ziemi i Księżyca formacja zostanie umieszczona na orbicie okołosłonecznej o takim samym okresie obiegu jak Ziemia, ale w odległości około 20° za nią. Średnia odległość eksperymentu od Ziemi ma wynosić około 50 mln kilometrów. Każdy ze składających się na eksperyment satelitów zostanie umieszczony na orbicie eliptycznej i o nieco innym nachyleniu do płaszczyzny ekliptyki, dzięki czemu będą one zachowywały stałą odległość od siebie (rysunek). Zmieniająca się przy tym orientacja całej formacji w przestrzeni może dodatkowo umożliwić pomiar kierunków dla silniejszych źródeł fal grawitacyjnych. Całkowity rozmiar formacji będzie kilkakrotnie większy od rozmiarów orbity Księżyca.
Bardzo istotne dla precyzji eksperymentu jest odizolowanie satelitów (a ściślej: umieszczonych na ich pokładach swobodnie spadających mas referencyjnych, których wzajemne położenia są mierzone) od wpływu czynników innych niż grawitacja na ich ruch. Chodzi tu na przykład o ciśnienie światła słonecznego, oddziaływania z cząstkami gazu i pyłu międzyplanetarnego, a nawet efekty zmiennych pól elektrycznych od pracujących na pokładzie sondy komputerów i innej aparatury. Dlatego w każdym z satelitów masy referencyjne znajdą się wewnątrz specjalnej osłony. Położenie osłony, a więc i całego satelity, względem masy będzie mierzone z dokładnością do kilkuset nanometrów, a wszelkie odchylenia precyzyjnie korygowane miniaturowymi silniczkami o sile ciągu rzędu mikroniutonów.
Każdy z satelitów będzie wyposażony, poza źródłem światła laserowego (laser podczerwony o mocy ok. 1 W), w układ optyczny z dwoma teleskopami Cassegraina, używanymi zarówno do wysyłania światła w kierunku pozostałych satelitów, jak i obserwowania światła przychodzącego. Same masy referencyjne, wykonane ze stopu złota i platyny, będą miały formę sześcianów o idealnie wypolerowanych ścianach, służących za zwierciadła. Konstruktorzy zamierzają osiągnąć precyzję pomiarów zmian wzajemnej odległości mas na poziomie 10 pikometrów.

## Porównanie z innymi detektorami fal grawitacyjnych
W porównaniu z istniejącymi lub planowanymi ziemskimi detektorami fal grawitacyjnych opartymi na zasadzie interferometru, jak LIGO, VIRGO czy GEO600, LISA wyróżnia się czułością na fale grawitacyjne o niskich częstotliwościach, co zawdzięcza dużej długości ramion interferometru. Detektor będzie więc komplementarny do obserwatoriów naziemnych, czułych na małe długości fal (czyli wyższe częstotliwości).